# Sportpark Sloten

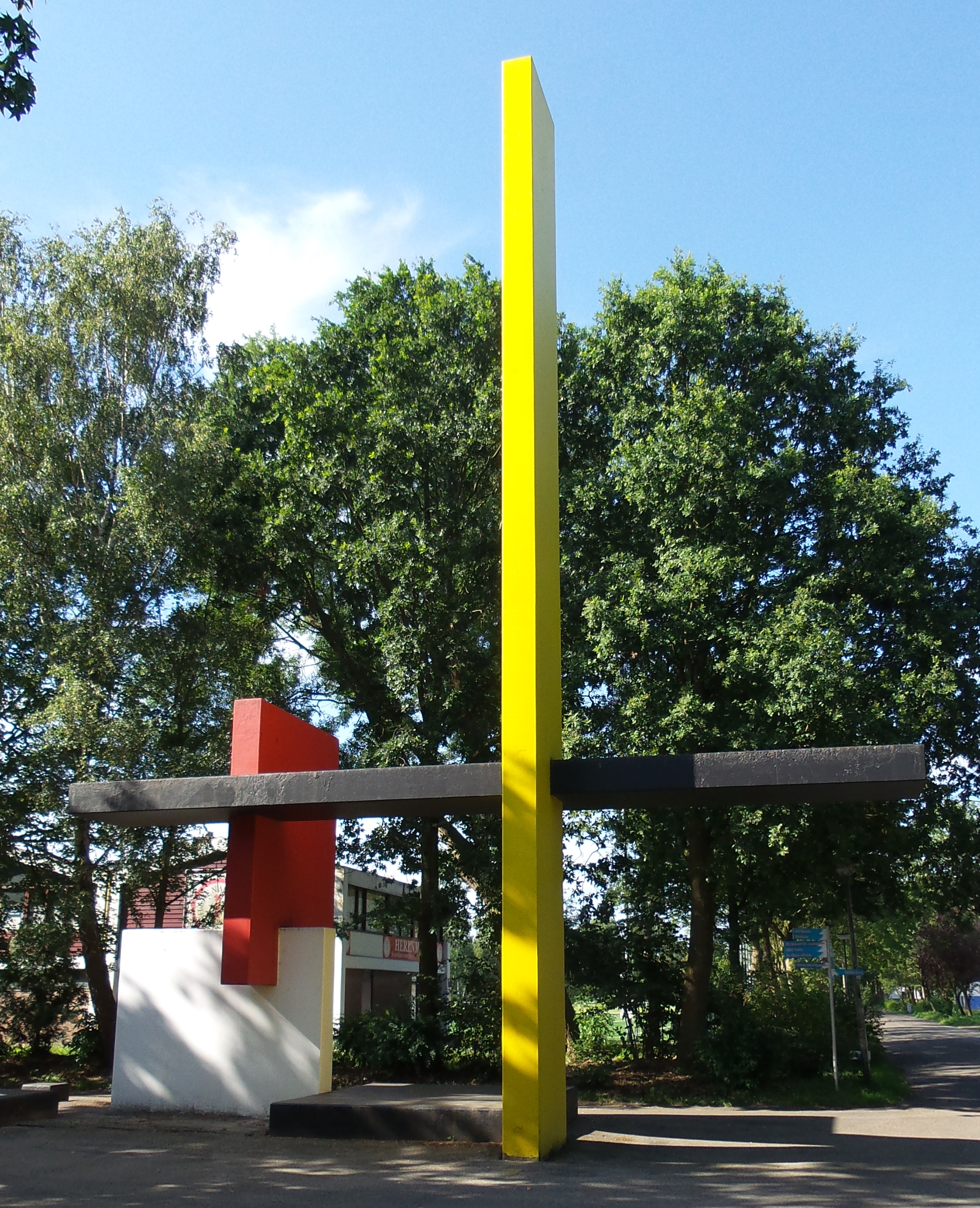
Plastiek van Joseph Ongenae bij de ingang van het sportpark

Het Sportpark Sloten is sinds 1956 een groot sportpark in de Riekerpolder aan de Sloterweg in Amsterdam - Sloten. Rond het terrein loopt een geasfalteerd wielercircuit  van 2,5 km lengte met daarin brug 722, een viaduct waaronder de hoofdingang ligt.
Er zijn enkele sporthallen:
- Het Velodrome Amsterdam, een van de drie overdekte wielerbanen van Nederland, de locatie voor de Zesdaagse van Amsterdam (2001-2014)
- de gymnastiek-hal Turnace.

Voor het velodrome staat het betonplastiek van Joseph Ongenae uit 1973.
Voorts is een groot aantal sportclubs op het complex gevestigd, waaronder
- de voetbalverenigingen Blauw-Wit (sinds 1965), ZRC/Herenmarkt (sinds 1967, resp. 1994), Beursbengels en Nieuw Sloten (sinds 2004)
- de honkbal- en softbalclub AHC Quick
- de Americanfootballclub Amsterdam Crusaders
- Golfclub Sloten
- de hockeyclub SBHC Xenios